# Club Juventud Perú
El club Juventud Perú, fue un equipo de fútbol perteneciente a Lima Metropolitana, Perú. Fue fundado en 1920 y participó varias temporadas en la División Intermedia y en la Primera División Liga Regional Lima y Callao (cuando era equivalente a la segunda categoría en sus respectivas épocas). 

## Historia
El club Juventud Perú fue fundado el 1 de agosto de 1920 y tuvo su origen en la calle Angaraes en Barrios Altos. Se afilia al campeonato peruano en 1925, en la tercera división. Ese época, las categoría se le denominaban como: Primera División, División Intermedia, Segunda División y Tercera División. Juventud Perú, participó en la  Segunda División Liga Provincial de Lima. Se mantuvo hasta 1927, año que ascendió a la División Intermedia del siguiente año.  
Su mejor año fue en la División Intermedia de 1931. Ocupa los primeros lugares de la categoría y junto a los clubes: Sport Progreso, Miguel Grau y Sucre FBC acceden a la liguilla de promoción. Su mejor oportunidad para lograr ascender a la profesional. Sin embargo, no lo logra y se mantiene en la División Intermedia. En la campaña de 1932, el club termina últimos (en ese mismo año enfrenta al Sport Boys Association, logrando un valioso empate) en el torneo y desciende a la Segunda División (Lima y Callao) de 1933, en la Zona Norte. 
En 1937, se cambian las bases del campeonato, y la Primera División Unificada de las Ligas Provinciales de Lima y del Callao, fue renombrada como primera división (2.ª categoría). A su vez, la primera división fue renombrada como división de honor. Fue promovido a la Primera División de Lima de 1939 tras campeonar en la División Intermedia de Lima 1938. En el campeonato de 1939, fue dividido en dos ligas:la de Lima (donde Juventud Perú integró) y la del Callao. El club enfrentó al Alianza Lima en la liga de Lima y pierde por 2-1, en  un partido bien reñido. En ese entonces, los campeones de liga se enfrentaba en un partido definitorio para el ascenso en la máxima división. Alianza Lima logra el campeonato del torneo y retorna a la división de honor.   
Desde entonces, el club Juventud Perú, participó en la Primera División Liga Regional Lima y Callao hasta 1944. Luego en la Segunda División Liga Regional Lima y Callao hasta 1949. Regresa a la 
Primera División Liga Regional Lima y Callao hasta el año 1955. Finalmente no se presenta más en los campeonatos siguientes y desaparece.

## Datos del club
- Temporadas en Segunda División Liga Provincial de Lima (equivalente a 3.ª categoría): 3  (1925 al 1927).
- Temporadas en División Intermedia (equivalente a 2.ª categoría): 5  (1928 al 1932).
- Temporadas en Segunda División (Lima y Callao)(equivalente a 3.ª categoría): 4  (1933 al 1936).
- Temporadas en División Intermedia (Lima y Callao) (equivalente a 3.ª categoría): 2  (1937 y 1938).
- Temporadas en Primera División (equivalente a 2.ª categoría): 2  (1939 y 1940).
- Temporadas en Primera División de la Liga Regional Lima y Callao (equivalente a 2.ª categoría): 10 (1941 al 1944 y 1950 al 1955).
- Temporadas en Segunda División de la Liga Regional Lima y Callao (equivalente a 3.ª categoría): 5  (1945 al 1949).

- Partidos destacados:
  - Juventud Perú 1:1 Sport Boys Association (3 de julio de 1932)
  - Juventud Perú 1:2 Alianza Lima (1939)

## Jugadores
Uno de sus mejores aportes al balompié peruano, fue futbolista Víctor Bielich. Posteriormente, fue fichado por Universitario de Deportes y del Centro Deportivo Municipal. También fue jugador de la seleccionado nacional en el Campeonato Sudamericano 1939.

## Evolución Indumentaria
| Titular 1 | Titular 2 | Titular 3 | Titular 4 | Titular 5 | Titular 6 | Titular 7 | Titular 8 |  |

## Palmarés

### Títulos regionales
- División Intermedia de la Liga de Lima: 1938.
- Segunda División Provincial de Fútbol de Lima: 1936.
- Subcampeón de la Segunda División de Liga Regional de Lima y Callao : 1949.

## Enlaces
- Campaña de 1932
- Anécdotas de la campaña de 1939
- Resultados de 1939
- Juventud Perú vs Alianza Lima, Fotografía